# Méharin
Méharin – miejscowość i gmina we Francji, w regionie Nowa Akwitania, w departamencie Pireneje Atlantyckie.
Według danych na rok 1990 gminę zamieszkiwały 283 osoby, a gęstość zaludnienia wynosiła 22 osób/km² (wśród 2290 gmin Akwitanii Méharin plasuje się na 897. miejscu pod względem liczby ludności, natomiast pod względem powierzchni na miejscu 886.).